# Monte Sisemol
Il monte Sisemol (Pergh in cimbro) è una montagna alta 1242 m, situata nell'Altopiano dei Sette Comuni. Il Sisemol rientra interamente nel territorio comunale di Gallio. Nei pressi della cima sorge l'omonima contrada.

## Caratteristiche
Il Sisemol si eleva dolcemente nella parte nord orientale della conca centrale dell'altopiano, il pendio meridionale è costituito da ampi prati adibiti al pascolo estivo e alla fienagione, il versante nord invece vede una parte di pascolo ed una parte boschiva prima di precipitare a strapiombo nella sottostante Val Frenzela. Vista la posizione dominante sulla conca centrale dell'altopiano è un ottimo punto panoramico: oltre ai centri abitati come Asiago con il suo sacrario militare, dalla sommità si vedono infatti molte  vette, tra le principali il Pasubio e Cima Carega verso ovest; il Monte Verena, il Monte Zebio e Cima Portule a nord; il Longara e le Melette a nordest e il Monte Grappa ad est.

## Storia

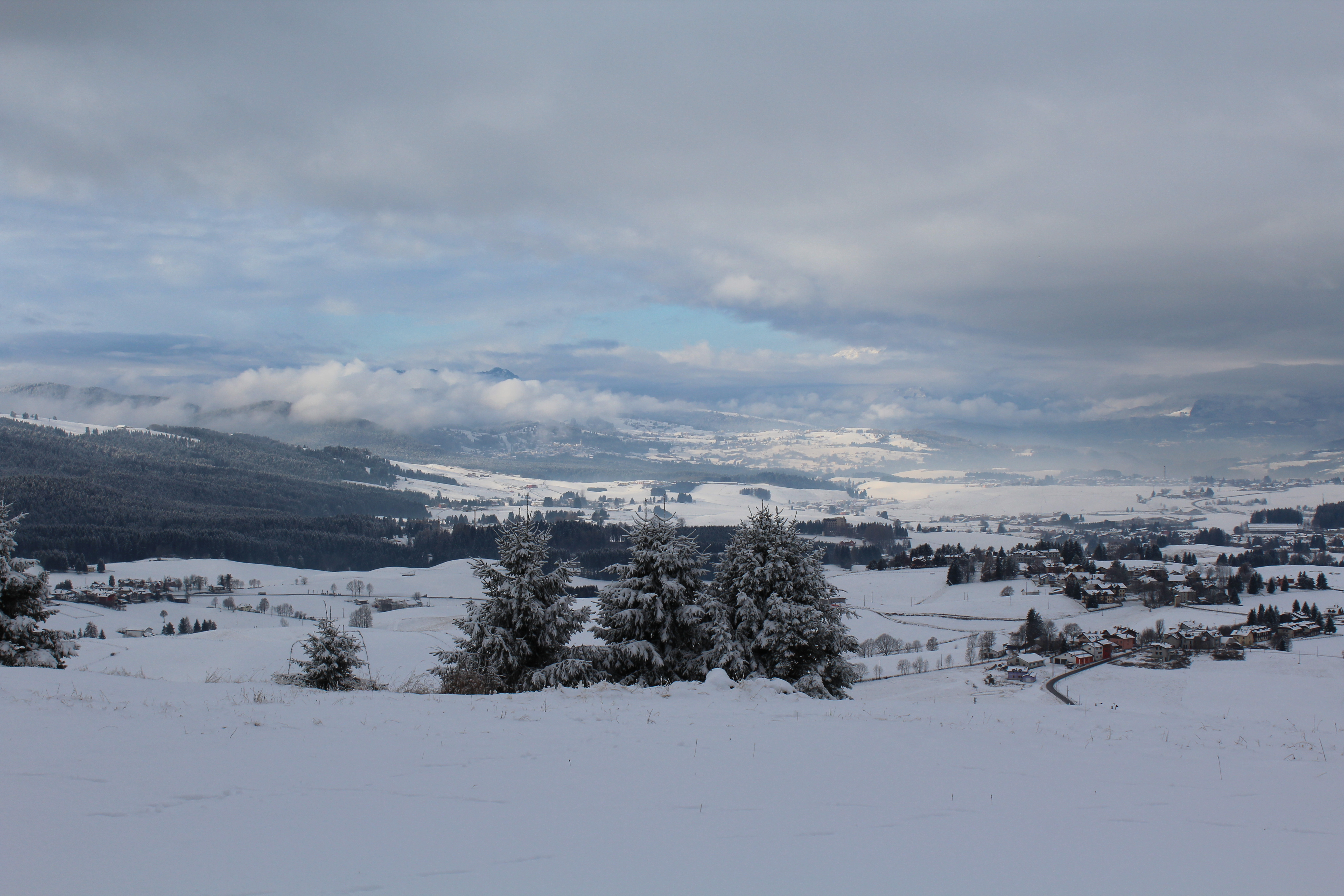
La conca di Asiago.

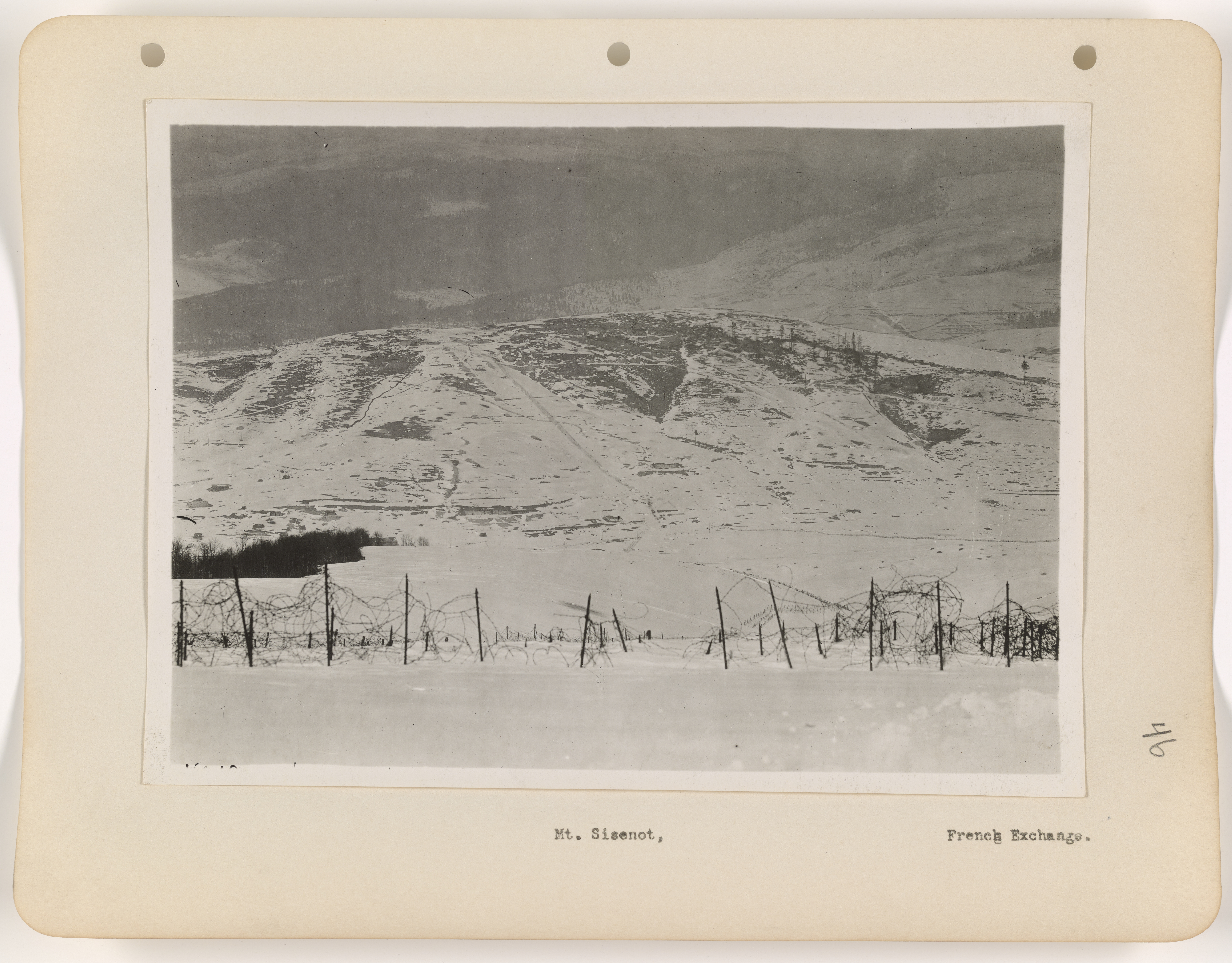
Il monte Sisemol fotografato dal monte Valbella durante la prima guerra mondiale.

Come tutto l'altopiano anche il Sisemol fu teatro di sanguinose battaglie della Prima Guerra Mondiale, in particolare durate l'Offensiva di Primavera del 1916 e successivamente dalla fine del 1917 al termine del conflitto (battaglie dei Tre Monti). Il Sisemol costituiva infatti il primo sbarramento verso la Val Brenta ed era considerato punto strategico sia per la visuale che offriva, sia per la presenza nella sottostante Covola di una sorgente d'acqua, bene assai prezioso e raro in un altopiano soggetto al carsismo.

## Turismo e sport
Un tempo ospitava un impianto di risalita oggi dismesso e smantellato. Rimane comunque molto frequentato sia in estate che in inverno per camminate, mountain bike, escursioni a cavallo e dagli appassionati di aeromodellismo.